# Brzezie (Racibórz)

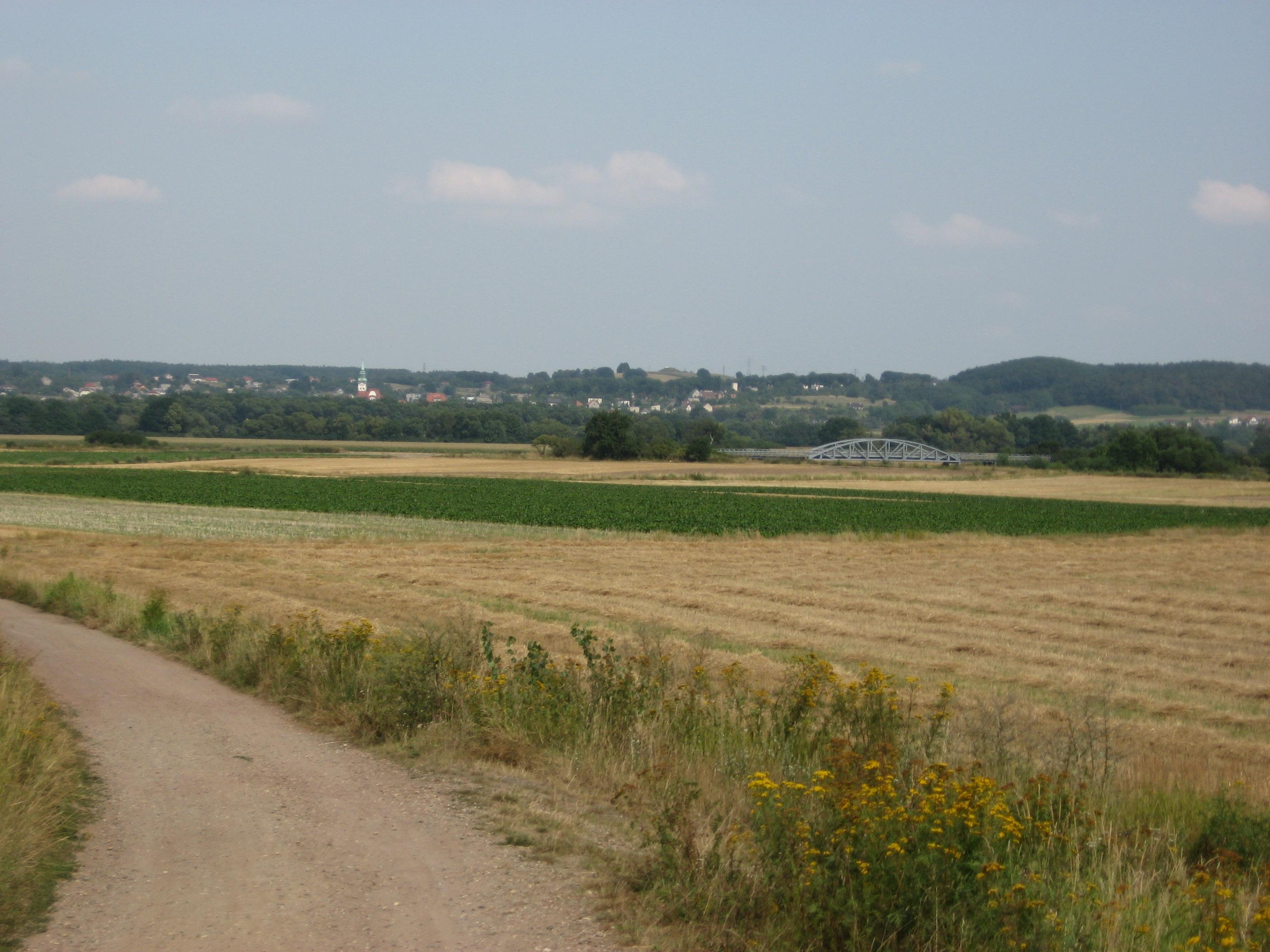
W oddali widać dzielnicę Raciborza - Brzezie

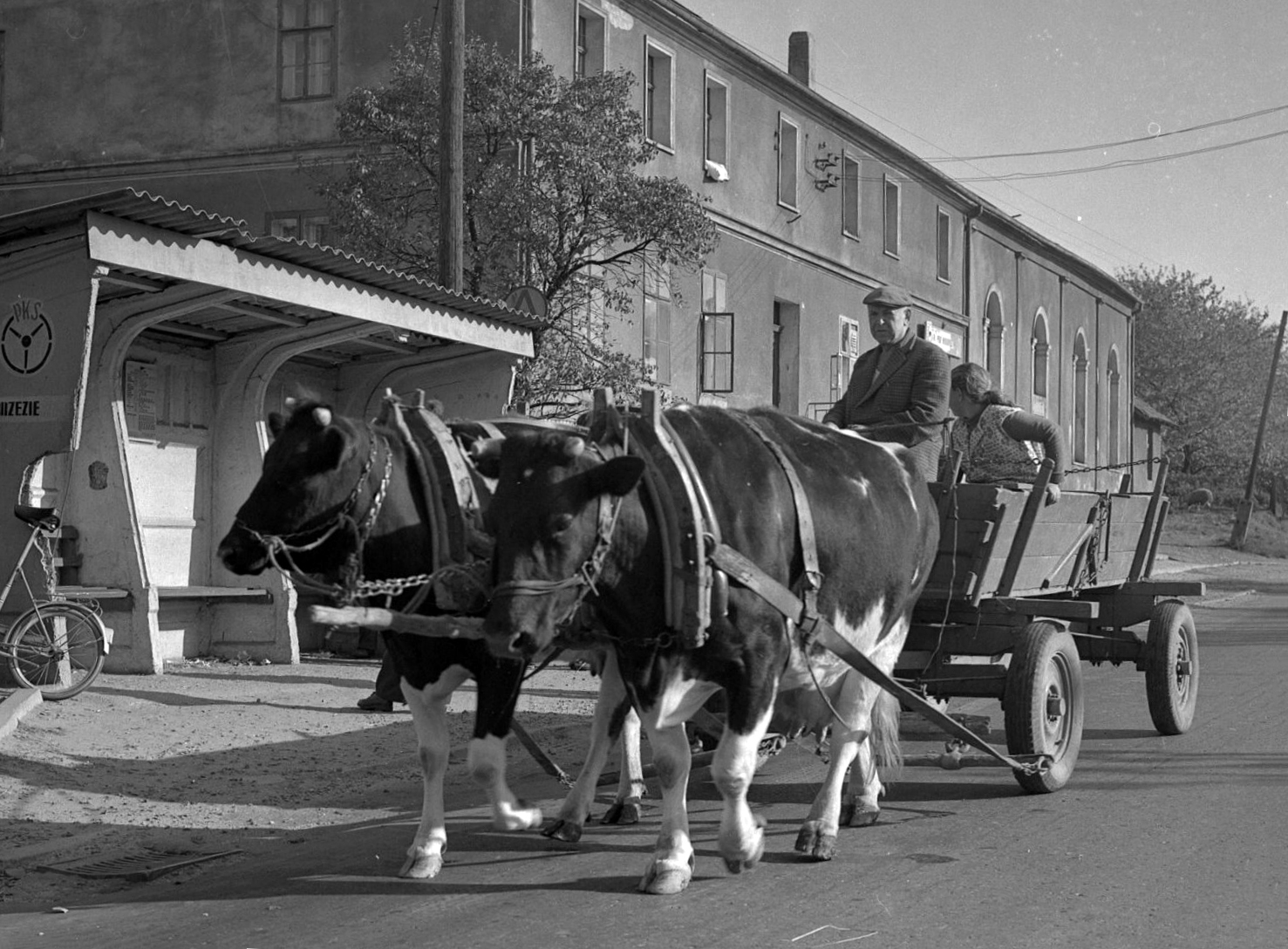
Fura ciągnięta przez parę krów, I połowa lat 70. XX wieku

Brzezie (niem. Hohenbirken) – dzielnica Raciborza oddalona o około 5 km na wschód od centrum miasta, dawniej wieś, włączona w 27 maja 1975 r. do Raciborza.

## Geografia
Brzezie leżało kiedyś tuż nad starym korytem Odry. W Brzeziu znajdują się stawy hodowlane oraz rozlewiska żwirowni, od strony czeskiej znajdują się lasy. Od strony dzielnicy Brzezie rozlewiska zamyka struga Plinc.

## Nazwa dzielnicy
Od  najdawniejszych czasów wioska nazywana jest Brzeza lub Brzesa. Według nauczyciela Heinricha Adamy’ego nazwa miejscowości pochodzi od polskiej nazwy drzewa „brzozy” – von brzoza, brzezina = „Birke”. W swoim dziele o nazwach miejscowych na Śląsku wydanym w 1888 roku we Wrocławiu wymienia pierwotną nazwę w obecnej polskiej formie „Brzezie” podając jej znaczenie „Birkendorf” czyli tłumacząc na polski „Brzozowa wieś”. Nazwa wsi została później zgermanizowana na Hohenbirken i utraciła swoje pierwotne znaczenie.
Spis geograficzno-topograficzny miejscowości leżących w Królestwie Prus z 1835 r., którego autorem jest J.E. Müller notuje obecnie używaną, polską nazwę miejscowości Brzezie jako jedyną, funkcjonującą zarówno w języku polskim jak i niemieckim.

## Historia
W VIII w. osada Brzezie służyła jako wioska służebna grodom w Raciborzu i Lubomi. Wieś wzmiankowana w 1223 r. Średniowiecze do 1561 roku, to okres, w którym wieś była własnością rycerzy służących u książąt piastowskich. Otrzymywali oni wieś z prawem dziedziczenia za godną służbę. W 1223 r. wioska zapisana jako Breza, Bresa, została wymienione jako uposażenie kościoła Zbawiciela w Rybniku, który  został wybudowany na potrzeby klasztoru cysterek. W średniowieczu właścicielami miejscowości był szlachecki ród Trachów z Brzezia. Od 1725 r. wioska stała się własnością miasta, a została włączona do niego dopiero 27 maja 1975 r.
W Prusach istniała gmina (Gemeinde) i posiadłość (Gut) Hohenbirken, które po plebiscycie śląskim (za Polską głosowały wówczas 733 osoby, a za Niemcami 707) i powstaniach śląskich włączono w granice Polski (uroczyste przejęcie przez polską administrację miało miejsce 4 lipca 1922 roku).
W latach 1954–1972 wieś należała i była siedzibą władz gromady Brzezie nad Odrą.

## Zabytki
- Parafia św. Apostołów Mateusza i Macieja w Raciborzu – budowany w latach 1904–1906, posiada barokowe wyposażenie z poprzedniego drewnianego kościoła, który pochodzi z XVII i XVIII w.
- 12 krzyży przydrożnych, najstarszy z 1875 roku[5].
- Pomnik ku czci powstańców śląskich i ofiar II wojny światowej.
- Budynki mieszkalne:
  - pierwszy znajdujący się przy ul. Rybnickiej 342 pochodzący z pierwszej połowy XIX w.,
  - drugi znajdujący się przy ul. Rybnickiej 346 pochodzący z około 1800 r.
- Willa Widok (na wzgórzu Widok) - pochodząca z 1914 r., eklektyczna, położona na południe od Brzezia, obecnie własność prywatnej osoby.
- Pomnik ku pamięci Josefa Eichendorffa - odsłonięty 6 maja 2006 r. na Widoku, w miejscu gdzie kiedyś stał pamiątkowy kamień.
- Tablica poświęcona ks. Józefowi Gawlinie - biskup polowemu wojsk polskich z ziemią z cmentarza Monte Casino
- Do 1933 roku istniała wieża Bismarcka.

## Grób Sługi Bożej S. Marii Dulcissimy Hofmann
Grób Heleny Hoffmann, Sługi Bożej jest usytuowany przy kościele pw. św. Apostołów Mateusza i Macieja. Była ona zakonnicą, przebywała przez dłuższy czas w klasztorze Zgromadzenia Sióstr Maryi Niepokalanej, dlatego też tutaj zmarła 18 maja 1936 r. Grób jest miejscem licznych odwiedzin przez pielgrzymów.

## Komunikacja
- kolejowa - linia powstała w 1925 roku, obecnie odbywa się tylko przewóz towarowy.